# Вељка Чауса
Вељка Чауса (слч. Veľká Čausa) насељено је мјесто са административним статусом сеоске општине (слч. obec) у округу Прјевидза, у Тренчинском крају, Словачка Република.

## Становништво
| Година:    | 1994. | 2004.   | 2014.   | 2024.    |
| ---------- | ----- | ------- | ------- | -------- |
| Број људи: | 419   | 440     | 480     | 546      |
| Разлика:   |       | +5,01 % | +9,09 % | +13,75 % |

| Година:    | 2023. | 2024.   |
| ---------- | ----- | ------- |
| Број људи: | 542   | 546     |
| Разлика:   |       | +0,73 % |

Према подацима о броју становника из 2011. године насеље је имало 456 становника.